# Крушовене
Крушовѐне е село в Северна България. То се намира в община Долна Митрополия, област Плевен.

## География
Село Крушовене се намира в община Долна Митрополия, област Плевен. Преди 1960 г. то се е намирало в Оряховска околия на област Враца. До 1979 г. е със статут на самостоятелна община заедно със село Байкал. През селото се пресичат основни пътни артерии от Плевен за Никопол и Оряхово, както и от Никопол за Кнежа, Червен бряг и София.
Съседни села са Ореховица и Славовица (на изток), Брегаре и Ставерци (на юг), Долни Вадин (на запад) и Байкал (на север).
Селото се намира само на 9 км от река Дунав и 1 км от река Искър, което го прави притегателен център за спокоен еко и речен туризъм. В землището му се намира защитената местност „Генчов орман“ наречена от крушовенчани Маладжанска гора, в която все още растат 150-годишни дъбове. До нея е и връзката на селото през река Искър със съседните села „Искър“, Гиген и Славовица.
Понастоящем в селото живеят около 1000 души.
Много се разчита и на реализиране на проектите за построяване на мост над река Искър свързващ Крушовене със Славовица, също така и построяването на ВЕЦ на река Искър.
Развитието на туризма по река Дунав при с. Байкал, също е предпоставка на ново начало и промяна на социалния статус на местното население

## История
За първи път името на селото се споменава в турски документи през 1777 г.
В молба до видинския валия Ага Хюсеин паша през 1838 г. жителите на селото успяват да си извоюват излаз на бреговете на река Дунав. Там има много хубава вилна зона с вили на хора от Крушовене.
Училище в селото се създава през 1848 г. в землянката на попа. Сегашната църква „Свети Архангел Михаил“ е построена през 1885 г.
В началото на XX век жителите на селото са главно власи.
Още през 1934 г. е построена и електрическа централа, която захранва с ток 1/2 от селските къщи. Крушовене е първото село в България с проектирани улици, проектите са изготвени от австрийски инженери преди Втората световна война.
В началото на 40-те години на XX век в селото е проведена комасация, като броят на земеделските имоти е намален от 6202 на 1161. През лятото на 1950 година в селото се провеждат и женски демонстрации срещу колективизацията.

## Други
В селото има футболен отбор на име „Вихър“ който се състезава в Областна Б група. Има и отбори по хокей на трева – дванадесет и четиринадесет годишни деца от местното училище. В селото имаше три училища и една детска градина. Функционира само едното училище, в което се помещава и детската градина. Основното централно училище изгоря през 2002 г., а началното е приватизирано от частен предприемач.
Жителите на селото празнуват големите християнски празници – Рождество Христово и Великден, както и събор на Св. Архангел Михаил на 8 ноември. На Свети Архангел Михаил е именуван и православният храм в Крушовене.
Всяка година на този празник, редом с тържественото богослужение в храма, кметът на селото организира раздаването на благотворителен курбан.
Последните два почивни дни събота и неделя най-често на 27-28-29 септември се провежда и традиционен събор на селото.